# بخش آتوآ
بخش آتوآ (به لاتین: Atua) یک منطقهٔ مسکونی در ساموآ است که در ساموآ واقع شده‌است. بخش آتوآ ۲۲٬۷۶۹ نفر جمعیت دارد.